# Asnar II
Asnar II o Asnar Galí (? - 893) fou comte d'Aragó (867- 893). Fill i successor de Galí I Asnar, comte d'Aragó, Urgell i Cerdanya. Succeí al seu pare a seva mort el 867, però només rebé en herència el comtat d'Aragó, ja que els altres dominis del seu pare foren a parar a altres mans. Es casà amb Ònnega de Pamplona, filla de Garcia I de Pamplona i la seva esposa Urraca Jiménez.
Va tenir quatre fills:
- l'infant Galí III d'Aragó (?-922), comte d'Aragó
- la infanta Urraca d'Aragó, casada amb el rei Sanç I de Navarra
- l'infant Garcia Asnar d'Aragó
- la infanta Sança Asnar, casada amb Muhàmmad al-Tawil, wali d'Osca[2]